# Club Atlético Colón
Club Atlético Colón (normalt kendt som Colón de Santa Fe eller bare Colón) er en argentinsk fodboldklub fra byen Santa Fe. Klubben spiller i landets bedste liga, Primera División de Argentina, og har hjemmebane på stadionet Estadio B. G. Estanislao López. Klubben blev grundlagt den 5. maj 1905, og har aldrig vundet det argentinske mesterskab. Én gang, i 2007, er man dog sluttet på 2. pladsen, mens det er blevet til 3. pladser i både 2000 og 2009.

## Titler
- Ingen

## Kendte spillere
| - Agustín Balbuena (1964-68) - Edgardo Di Meola (1969-71), (1977-79), (1981) - Carlos Trullet (1971-74) - Rubén Aráoz (1971-78), (1980-81) - Enzo Trossero (1972-75) - Hugo Villaverde (1973-75) - Héctor Baley (1973-76) - Edgardo Andrada (1977-82) - Jorge Comas (1980-81), (1994) - Claudio Ubaldo Chena (1982-86) - Daniel Carnevali (1985-88) - Gustavo Siviero (1988-91), (2005) - Maximiliano Cuberas (1995-97) - Julio César Toresani (1995-96), (2000-01), (2002-03) - Hugo Ibarra (1995-98) | - Leonardo Díaz (1995-02), (2004) - Héctor Rodríguez Peña (1995-98), (2000) - Marcelo Saralegui (1995-99) - Luis Medero (1996-01) - Pablo Morant (1997-03) - Esteban Fuertes (1997-99), (2000), (2003-06), (2008-) - Pablo Ricchetti (1999-00) - Claudio Biaggio (1999-01) - Jorge Bontemps (1999-04) - Claudio Enría (1999-00), (2006-08) - Martín Romagnoli (1999-06) - Alejandro Capurro (1999-06), (2007-) - Claudio Fernando Graf (2000-02) - Javier Delgado (2000-04) - César Carignano (2000-04), (2008) | - Jorge Daniel Martínez (2000-04) - Ismael Blanco (2002-08) - Laureano Tombolini (2002-08) - Iván Moreno y Fabianesi (2003-05), (2010-) - Giovanny Hernández (2003-06) - Darío Gandín (2004-05), (2007-08) - Ariel Garcé (2004-05), (2007-) - Freddy Grisales (2004-05), (2006-07) - Diego Chitzoff (2004-09) - Juan Manuel Vargas (2005-06) - Rubén Ramírez (2005-08) - Germán Rivarola (2006-) - Juan Carlos Falcón (2007-08) |

## Danske spillere
- Ingen